# Благо, Пётр
Пётр (Петер) Благо (словац. Peter Blaho; 1 января 1939, Нитра — 29 мая 2018) — словацкий учёный-юрист, правовед, один из ведущих мировых специалистов в области истории римского права. Педагог, профессор римского права на кафедре римского и канонического права юридического факультета Трнавского университета (с 1991), доктор юридических наук, доктор философии (с 1978). Ректор университета (2000—2007).

## Биография
Окончил юридический факультет Университета Коменского в Братиславе в 1965 году. Работал в адвокатуре, судах. С 1967 — в университете Коменского. Читал курс лекций по общей истории государства и права. Позже в Трнавском университете. В 1999—2000 — декан юридического факультета.
В 2000—2007 — ректор Трнавского университета.
Автор более 190 научных публикаций. Является автором первого словацкого перевода «Институций Юстиниана». В сотрудничестве с Министерством юстиции основал и с 1993 года редактировал «Правовую библиографию Словакии». Провел и опубликовал инвентаризацию источников права и юридической литературы Словакии.
Основатель международного научного журнала «Orbis Iuris Romani. Journal of Ancient Law Studies» (Мир римского права. Журнал древних правовых исследований).

## Награды
- Памятная медаль Карлова университета в Праге (1998)
- В 2001 году он Папа Иоанн Павел II присвоил П. Благо звание Рыцаря-Командора ордена Святого Григория Великого.
- В 2004 году удостоен Креста Прибины 1-го класса[1].